# Carly McKillip

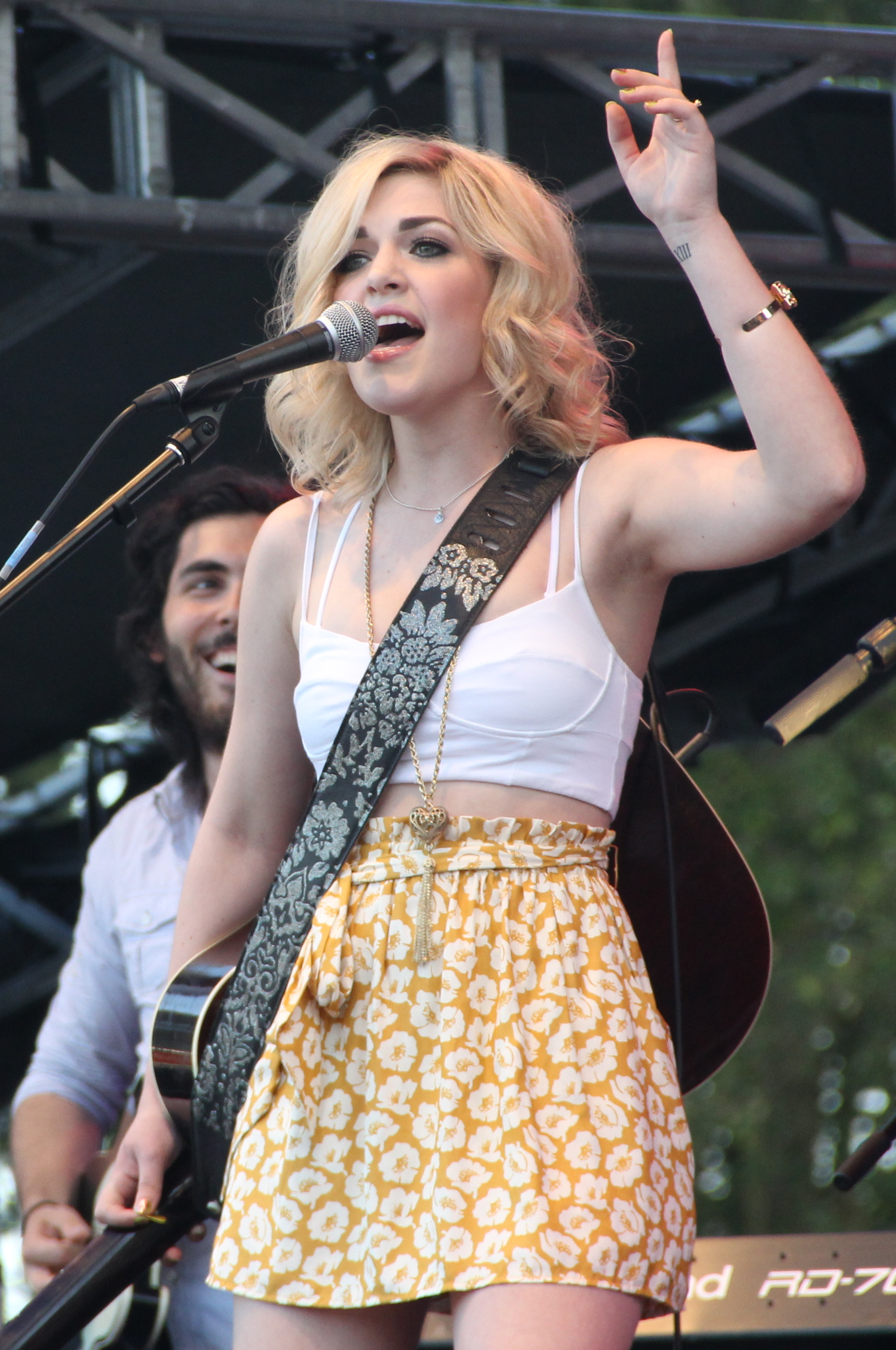
Carly McKillip

Carly McKillip (* 13. Februar 1989 in Vancouver, British Columbia) ist eine kanadische Schauspielerin und Sängerin.

## Hintergrund
McKillip entstammt einer Künstlerfamilie. Ihr Vater ist der Filmproduzent Tom McKillip, ihre Mutter ist Songwriterin. Ihre jüngere Schwester Britt McKillip ist ebenfalls Schauspielerin. Die beiden Schwestern sind Mitglieder der Country-Musik-Gruppe One More Girl. Carly McKillip war früher Frontfrau der Band Borderline. Bekannt wurde sie durch ihre Titelrolle in der kanadischen Fernsehserie Alice, I Think. Erste Fernsehrollen hatte sie bereits 1996 im Alter von sieben Jahren.

## Filmografie (Auswahl)
- 1995: Der Marshal (The Marshal, Fernsehserie)
- 1996: Akte X – Die unheimlichen Fälle des FBI (The X-Files, Fernsehserie – Episodenrolle)
- 1996: She Woke Up Pregnant (Fernsehfilm)
- 1998: Schau nie nach unten! Die Angst am Abgrund (Don't Look Down)
- 2001: Zickenterror – Der Teufel ist eine Frau (Saving Silverman)
- 2004: Jack (Fernsehfilm)
- 2005: School of Life – Lehrer mit Herz (School of Life, Fernsehfilm)
- 2007: Bionic Woman (Fernsehserie)
- 2007: Hot Rod
- 2010: Triple Dog
- 2013: Coming Home for Christmas – Eine Familie zur Bescherung (Coming Home for Christmas, Fernsehfilm)
- 2016: Motive (Fernsehserie – Episodenrolle)